# Georges Lebouc
 (mai 2020).
Si vous disposez d'ouvrages ou d'articles de référence ou si vous connaissez des sites web de qualité traitant du thème abordé ici, merci de compléter l'article en donnant les références utiles à sa vérifiabilité et en les liant à la section « Notes et références ».
Pour les articles homonymes, voir Lebouc.
Georges Lebouc, né le 26 mai 1936 et mort le 29 novembre 2024, est un écrivain belge d'expression française.

## Biographie
Georges Lebouc est né en 1936 à Bruxelles d'un père français et d'une mère belge.
Après des études secondaires à l'Athénée d’Ixelles, il entreprend des études de philologie romane et est licencié en philosophie et lettres de l'Université libre de Bruxelles en 1963. Il complète ce diplôme par des certificats universitaires d'espagnol et d'italien.
Il devient professeur à l'Institut supérieur d’Études sociales de l'État, à Bruxelles, principalement dans la section bibliothécaires-documentalistes.
Les éditions Marabout lui commandent une méthode d'apprentissage de l'italien en 1990. Depuis cette date, il publie deux ouvrages tous les ans, surtout dans le domaine linguistique : italien, espagnol, français et bruxellois. Il dirige la collection « Lettres bruxelloises » aux Éditions Racine depuis 2001.
Il est auteur d'articles de critique cinématographique et collabora à plusieurs revues dont le Cercle d'histoire de Bruxelles, trimestriel où il livra des études sur des mots bruxellois à l'étymologie difficile.

### Dictionnaires
- Dictionnaire du bruxellois [2],[3],[4]. Lettre-postface de Toots Thielemans. Bruxelles, Le Cri, 2005. Deuxième édition [5],[6],[7] revue, augmentée et mise à jour. Bruxelles, Samsa, 2020. Illustré par des aquarelles de Jacques Carabain
- Dictionnaire de belgicismes [8],[9],[10]. Préface d'Henriette Walter. Bruxelles, Racine, 2006.  (ISBN 978-2-87386-477-4)
- Dictionnaire érotique de la francophonie [11],[12],[13],[14]. Avant propos de Jacques Mercier. Bruxelles, Racine, 2008.  (ISBN 978-2-87386-568-9)
- 2500 noms propres devenus communs [15],[16]. Dictionnaire étymologique d'éponymes, antonomases et hypallages. Bruxelles, Avant-propos, 2011.  (ISBN 978-2-930627-03-8)
- Dictionnaire érotique de l'argot [17],[18],[19],[20]. Bruxelles, Avant-Propos, 2012.

### En et sur le bruxellois
Collection « Lettres bruxelloises » : Choix, introduction, notes et lexique :
- - Fables complètes de Virgile du Pourquoi Pas ? [21],[22],[23]. Bruxelles, Racine, 2001.  (ISBN 978-2-87386-242-8)
- - Dialogues de la semaine de Virgile du Pourquoi Pas ?, volume 1 [24]. Bruxelles, Racine, 2002.  (ISBN 978-2-87386-252-7)
- - Mémoires de Jef Kazak par Jean d'Osta [25]. Racine, 2002.  (ISBN 978-2-87386-285-5)
- - Dialogues de la semaine de Virgile du Pourquoi Pas ?, volume 2. Bruxelles, Racine, 2003.  (ISBN 978-2-87386-295-4)
- - Bossemans et Coppenolle [26],[27] de Paul Van Stalle et Joris d'Hanswyck. Bruxelles, Racine, 2003.  (ISBN 978-2-87386-333-3)
- - Mémoires candides d'un Bruxellois ordinaire [28] de Jean d'Osta. Bruxelles, Racine, 2003.  (ISBN 978-2-87386-339-5)
- - Parodies de Virgile du Pourquoi Pas ? [29]. Bruxelles, Racine, 2004.  (ISBN 978-2-87386-344-9)
- - Slache de Marcel Antoine. Bruxelles, Racine, 2004.  (ISBN 978-2-87386-376-0)
- - Théâtre de Virgile du Pourquoi Pas ? [30],[31]. Bruxelles, Racine, 2005.  (ISBN 978-2-87386-395-1)
- - Tich de Virgile du Pourquoi Pas ?. Bruxelles, Racine, 2005.  (ISBN 978-2-87386-419-4)

Collection "Zinneke boekskes" : Choix, introduction, notes et lexique :
- - Le bruxellois en septante leçons . Réédition. Illustrations de Matthias Walton. Bruxelles, Corporate, 2008.  (ISBN 978-2-87435-044-3)
- - Les Rois de la Zwanze [32],[33]. Bruxelles, Corporate, 2008.
- - Fables à la sauce bruxelloise [34]. Illustrations de Fred Jannin. Bruxelles, Corporate, 2008.

Hors collections
- Le bruxellois en septante leçons [35],[36]. Dessins de Matthias Walton. Bruxelles, Labor, 1999.
- Les zwanzeurs. Anthologie de l'humour bruxellois. Bruxelles, Labor, 2000.
- Parlez-moi d'amour… en bruxellois. Bruxelles, Labor, 2001.
- Comment engueuler son prochain en bruxellois [37]. Illustrations de Clou. Bruxelles, Le Cri, 2004.  (ISBN 978-2-87106-358-2)
- Bruxelles coquin [38] ou sa littérature olé-olé. Bruxelles, Le Cri, 2005.  (ISBN 978-2-87106-383-4)
- Boire et manger en bruxellois [39],[40], Bruxelles, Le Cri, 2006.
- Le petit brusseleir illustré [41],[42],[43] de George Garnir alias Curtio. Bruxelles, Soliflor, 2010.  (ISBN 978-2-930543-10-9)
- Le Best tof ! [44]. Inédits de Jean d'Osta, Virgile et Joske Maelbeek. Bruxelles, 180e éditions, 2013.
- Du côté de chez Zwanze [45]. Best Tof II. Inédits de Jean d'Osta, Virgile et Joske Maelbeek. Bruxelles, 180e éditions, 2014.

### Espagnol
- Les cent pièges de l'espagnol. Bruxelles, Marabout, 1992.
- Testez votre niveau en espagnol. Bruxelles, Marabout, 1993.
- Grammaire de l'espagnol. Louvain-la-Neuve, De Boeck, 1996.
- Tester et améliorer son espagnol. Bruxelles, Marabout, 1997.

### Français
- Tous les verbes français : 73 tableaux pour conjuguer sans faute. Bruxelles, Marabout, 1992.
- Le belge dans tous ses états. Dictionnaire de belgicismes. Paris, Bonneton, 1998.
- Parlez-vous le « politiquement correct » ? [46],[47]. Bruxelles, Racine, 2007.

### Italien
- Quinze minutes par jour pour apprendre l'italien. Bruxelles, Marabout, 1990.
- Les cent pièges de l'italien. Bruxelles, Marabout, 1992.
- Testez votre niveau en italien. Bruxelles, Marabout, 1993.
- Tester et améliorer son italien. Bruxelles, Marabout, 1997.

### Les villes
- Paris des jeunes seniors. Paris, Bonneton, 2000.
- Histoire insolite des rues de Bruxelles. Bruxelles, Racine, 2007.  (ISBN 978-2-87386-522-1)
- Des Rues et des Hommes à Bruxelles [48],[49],[50]. Bruxelles, Racine, 2008.  (ISBN 978-2-87386-574-0)
- Bruxelles cent merveilles [51],[52]. Photographies de Bénédicte Maindiaux. Bruxelles, Racine, 2009.  (ISBN 978-2-87386-589-4)
- Vingt promenades et séjours à Bruxelles [53]. En collaboration avec Bernard Delcord. Bruxelles, Racine, 2010.  (ISBN 978-2-87386-638-9)
- Bruxelles fait son cinéma [54]. Photographies de Laurent Poma. Bruxelles, 180e éditions, 2011.  (ISBN 978-2-930427-11-9).
- Bruxelles vue par les grands écrivains [55],[56],[57],[58]. Préface de Jean-Baptiste Baronian. Liège, Éditions Luc Pire, 2011.
- Bruxelles occupée [59],[60] ou La vie quotidienne sous l'occupation allemande. Bruxelles, 180e éditions, 2014.  (ISBN 978-2-930427-52-2)

### Ouvrages collectifs
- Le critique in Ciné-nouvelles. Liège, Club de Liège Georges Simenon, 1996.
- L'Examen in Histoires de Trains. Liège, Club de Liège Georges Simenon, 1999.
- Le Kastar des Marolles [61],[62],[63],[64], adaptation bruxelloise de la bande dessinée Le Groom vert-de-gris par Olivier Schwartz et Yann. Marcinelle, Dupuis, 2009.
- Jean d'Osta in Nouvelle Biographie nationale. Bruxelles, Académie royale des Sciences, des lettres et des beaux-arts de Belgique, tome 10, 2010.
- Le Bruxelles des Lettres in Bruxelles capitale des arts (De Victor Hugo à René Magritte). Bruxelles, Musée des Lettres et Manuscrits et Waterloo, Éditions Avant-Propos, 2012.
- Spirou. Le journal d'un slumme kadei [65], adaptation bruxelloise par Georges Lebouc et Dominique Dognié (alias Joske Maelbeek) de la bande dessinée Le Journal d'un ingénu par Émile Bravo. Marcinelle, Dupuis, 2012.  (ISBN 978-2-8001-5549-4).
- Dictionnaire d'Histoire de Bruxelles [66] sous la direction de Serge Jaumain. Bruxelles, Éditions Prosopon, Collection Dictionnaires, 2013.  (ISBN 978-2-930682-01-3).
- Spirou. Le fétichke du Kongo , adaptation bruxelloise par Georges Lebouc et Dominique Dognié (alias Joske Maelbeek) de la bande dessinée La Femme léopard par Olivier Schwartz et Yann. Marcinelle, Dupuis, 2014.  (ISBN 978-2-8001-6051-1).
- De quelques « monstres » linguistiques. Article paru dans les Cahiers internationaux du symbolisme. N°137-138-139, 2014
- Spirou au Kongo belche, adaptation bruxelloise par Georges Lebouc et Dominique Dognié (alias Joske Maelbeek) de la bande dessinée Le maître des hosties noires par Olivier Schwartz et Yann. Marcinelle, Dupuis, 2017.